# Gaston Binette
Pour les articles homonymes, voir Binette.
Gaston Binette (né le 15 octobre 1925 à Mirabel (Québec) et mort le 27 décembre 2014) est un homme politique québécois.

## Biographie
Il est né à Saint-Augustin (Mirabel) dans une famille de sept enfants de Charlemagne Binette et Berthe Giroux. Notaire, il fut député à l'Assemblée nationale du Québec, représentant la circonscription de Deux-Montagnes de 1960 à 1970 sous la bannière du Parti libéral du Québec.
Il a brièvement occupé le poste de ministre des Ressources naturelles dans le gouvernement de Jean Lesage en 1966.